# Sylke Otto
Sylke Otto, född 7 juli 1969 i Karl-Marx-Stadt, är en inte längre aktiv rodelåkare från Tyskland.
Otto har bland annat vunnit två guldmedaljer vid olympiska vinterspelen samt tre guldmedaljer (singel) vid världsmästerskapen. Hon vann dessutom mellan 1994 och 2004 fyra världscuptävlingar.
Otto avslutade idrottskarriären 2007. Hon blev sedan lokalpolitiker i Bayern.